# Cap de Vol i el Far de s’Arenella
Trwa dyskusja nad usunięciem tego artykułu, kliknij i weź w niej udział.
Cap de Vol i el Far de s'Arenella – miejscowość w Hiszpanii, w Katalonii, w prowincji Girona, w comarce Alt Empordà, w gminie El Port de la Selva.
Według danych INE z 2005 roku miejscowość zamieszkiwała 1 osoba.